# Романко Юрій Васильович
Ю́рій Васи́льович Рома́нко (народився 8 грудня 1977 у Селидове, Донецька область, Україна) — заслужений майстер спорту України з кікбоксингу. Закінчив Селидівський гірничий технікум.

## Спортивні досягнення
- чотириразовий чемпіон світу,
- срібний призер чемпіонату світу,
- дворазовий володар Кубка світу,
- шестиразовий чемпіон України.